# Georgi Ketoev
Georgi Ketoev est un lutteur russe naturalisé arménien, né le 19 novembre 1985 à Tbilissi.

## Palmarès

### Jeux olympiques
- Médaille de bronze en lutte libre dans la catégorie des moins de 84 kg en 2008 à Pékin

### Championnats du monde
- Médaille d'or en lutte libre dans la catégorie des moins de 84 kg en 2007 à Bakou

### Championnats d'Europe
- Médaille d'or en lutte libre dans la catégorie des moins de 84 kg en 2008 à Tampere
- Médaille d'or en lutte libre dans la catégorie des moins de 84 kg en 2007 à Sofia
- Médaille d'argent en lutte libre dans la catégorie des moins de 96 kg en 2009 à Vilnius